# Nusa Barung
Nusa Barung est une île frontalière d'Indonésie située dans l'océan Indien, au sud-est de l'île de Java.
Administrativement, Barung fait partie du kabupaten de Jember dans la province de Java oriental.

## Environnement

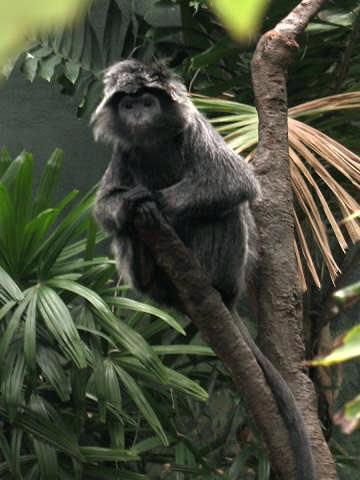
Trachypithecus auratus

Barung est une réserve naturelle depuis 1920. On y trouve notamment une espèce de singe, le lutung budeng (Trachypithecus auratus) ou semnopithèque noir, en voie d'extinction.

### Flore
- Alstonia spanthulatus
- Avicennia spp.
- Barringtonia spp.
- Calophyllum inophyllum
- Alang-alang - Cylindrica imperata
- Dillenia sp.
- Ficus amplas
- Lumnitzera spp.
- Pleiornium sp.
- Rhizophora spp.
- Sonneratia alba
- Sterculia foetida
- Supatorium sp.
- Tamarindus sp.
- Terminalia catappa
- Vatica walichii
- Vitex pubescens
- Xylocarpus spp.

### Faune

#### Mammifères
- Macaca fascicularis
- Viverricula indica
- Cervus timorensis
- Callosciurus notatus
- Ratufa bicolor

#### Oiseaux
- Pelargopsis capensis
- Todirhamphus chloris
- Tringa totanus
- Esacus neglectus
- Sula leucogaster
- Egretta garzetta
- Egretta sacra
- Casmerodius albus
- Bubulcus ibis

#### Reptiles
- Chelonia mydas
- Python molurus
- Python reticulatus